# 145075 Zipernowsky
145075 Zipernowsky este un asteroid din centura principală de asteroizi.

## Descriere
145075 Zipernowsky este un asteroid din centura principală de asteroizi. A fost descoperit pe 6 aprilie 2005 la Piszkesteto de Krisztián Sárneczky. Asteroidul prezintă o orbită caracterizată de o semiaxă mare de 2,59 ua, o excentricitate de 0,12 și o înclinație de 11,3° în raport cu ecliptica.